# Hondsapen
De hondsapen (Papionini) zijn een geslachtengroep uit de familie apen van de Oude Wereld (Cercopithecidae). De hondsapen tellen 44 soorten.

## Taxonomie
- Geslachtengroep: Papionini (Hondsapen) (44 soorten)
  - Geslacht: Cercocebus (7 soorten)
    - Soort: Cercocebus agilis (Olijfmangabey)
    - Soort: Cercocebus atys (Roetmangabey)
    - Soort: Cercocebus chrysogaster (Goudbuikmangabey)
    - Soort: Cercocebus galeritus (Mutsmangabey)
    - Soort: Cercocebus lunulatus (Witkruinmangabey)
    - Soort: Cercocebus sanjei (Sanjemangabey)
    -  Soort: Cercocebus torquatus (Roodkopmangabey)

  - Geslacht: Lophocebus (2 soorten)
    - Soort: Lophocebus albigena (Grijswangmangabey)
    -  Soort: Lophocebus aterrimus (Kuifmangabey)

  - Geslacht: Macaca (Makaken) (25 soorten)
    - Soort: Macaca arctoides (Beermakaak)
    - Soort: Macaca assamensis (Assammakaak)
    - Soort: Macaca brunnescens
    - Soort: Macaca cyclopis (Taiwanese makaak)
    - Soort: Macaca fascicularis (Java-aap of krabbenetende makaak)
    - Soort: Macaca fuscata (Japanse makaak)
    - Soort: Macaca hecki
    - Soort: Macaca leonina (Leeuwmakaak)
    - Soort: Macaca leucogenys
    - Soort: Macaca maura (Moormakaak)
    - Soort: Macaca mulatta (Resusaap)
    - Soort: Macaca munzala
    - Soort: Macaca nemestrina (Lampongaap)
    - Soort: Macaca nigra (Kuifmakaak of zwarte baviaan)
    - Soort: Macaca nigrescens (Temmincks makaak)
    - Soort: Macaca ochreata (Grauwarmmakaak)
    - Soort: Macaca pagensis (Mentawaimakaak)
    - Soort: Macaca radiata (Indische kroonaap)
    - Soort: Macaca selai
    - Soort: Macaca siberu
    - Soort: Macaca silenus (Baardaap of wanderoe)
    - Soort: Macaca sinica (Ceylonkroonaap)
    - Soort: Macaca sylvanus (Berberaap of magot)
    - Soort: Macaca thibetana (Tibetaanse makaak)
    -  Soort: Macaca tonkeana (Tonkeanmakaak)

  - Geslacht: Mandrillus (Drillen) (2 soorten)
    - Soort: Mandrillus leucophaeus (Dril)
    -  Soort: Mandrillus sphinx (Mandril)

  - Geslacht: Papio (Bavianen) (6 soorten)
    - Soort: Papio anubis (Groene baviaan)
    - Soort: Papio cynocephalus (Gele baviaan)
    - Soort: Papio hamadryas (Mantelbaviaan)
    - Soort: Papio kindae
    - Soort: Papio papio (Bruine baviaan)
    -  Soort: Papio ursinus (Beerbaviaan)

  - Geslacht: Rungwecebus (1 soort)
    -  Soort: Rungwecebus kipunji 

  -  Geslacht: Theropithecus (Gelada's) (1 soort)
    -  Soort: Theropithecus gelada (Gelada)